# Taylor Hackford
Taylor Edwin Hackford (født 31. december 1944 i Santa Barbara, Californien, USA) er en amerikansk filminstruktør. 
Han begyndte som fjernsynsdokumentarist, og vandt en Oscar-pris for kortfilmen Teenage Father (1978). Han spillefilmdebuterede i 1980, og fik et stort gennembrud med An Officer and a Gentleman (Officer og gentleman, 1982) med Debra Winger og Richard Gere. Dokumentarfilmen Hail! Hail! Rock 'n' Roll (1987), som handler om rocklegenden Chuck Berry, blev godt modtaget. Han har siden bl.a. lavet Bound by Honor (Blodets brødre, 1993) med handling til voldelige bandemiljøer, Stephen King-filmatiseringen Dolores Claiborne (1995), og den Oscar-belønnede Ray (2004) om sangeren og pianisten Ray Charles.
Hackford er gift med skuespillerinden Helen Mirren.